# Intelligenza artificiale nel settore sanitario

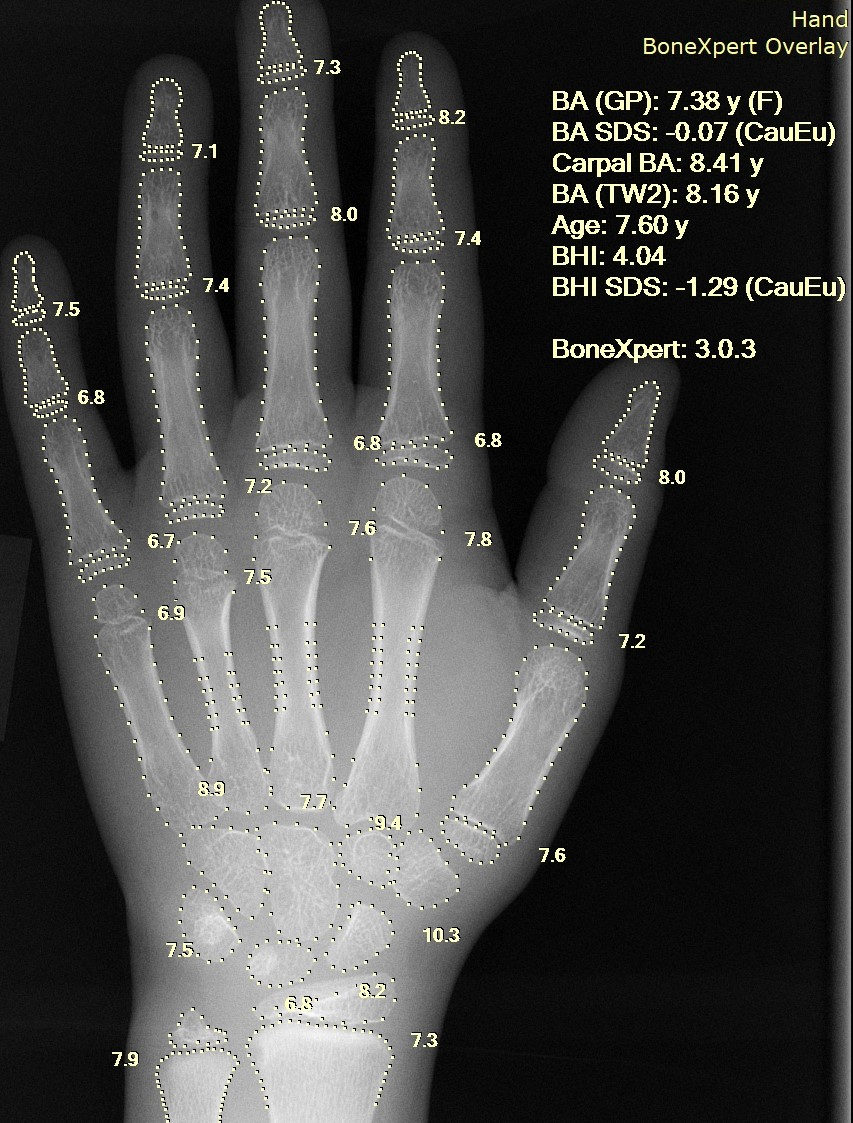
Radiografia di una mano, con calcolo automatico dell'età ossea tramite un software per computer

L'intelligenza artificiale nel settore sanitario si riferisce all'applicazione dell'intelligenza artificiale (AI)  per imitare la cognizione umana nell'analisi, presentazione e comprensione dei dati medici complessi, o per superare le capacità umane fornendo nuovi modi per diagnosticare, trattare o prevenire malattie. Nello specifico, l'IA è la capacità degli algoritmi informatici di arrivare a conclusioni approssimative basate esclusivamente sui dati di input.
L'obiettivo principale delle applicazioni sanitarie legate all'IA è analizzare le relazioni tra i dati clinici e i risultati dei pazienti. I programmi di intelligenza artificiale vengono applicati a pratiche quali la diagnostica, lo sviluppo di protocolli di trattamento, lo sviluppo di farmaci, la medicina personalizzata e il monitoraggio e la cura dei pazienti . Ciò che differenzia la tecnologia AI dalle tecnologie tradizionali nel settore sanitario, è la capacità di raccogliere dati più grandi e diversificati, elaborarli e produrre un output ben definito per l'utente finale. L'apprendimento automatico e l'apprendimento profondo sono alla base degli algoritmi di IA. Questi algoritmi imparano dai dati e possono riconoscere schemi complessi, come quelli presenti nelle immagini radiografiche, che sono tra gli esami più comuni in radiologia. Gli algoritmi di IA si differenziano dagli esseri umani per due aspetti principali: 1) sono letterali, cioè seguono le istruzioni programmate e apprendono solo dai dati forniti; 2) alcuni algoritmi di apprendimento profondo sono "scatole nere", ovvero forniscono risultati accurati ma senza spiegazioni facilmente comprensibili sulla logica sottostante.
L'applicazione diffusa dell'IA in sanità è relativamente recente e la ricerca in questo campo è in continua evoluzione. L'IA viene esplorata in diverse aree mediche e industriali. Tuttavia, l'uso dell'IA solleva importanti questioni etiche, come la privacy dei dati, l'automazione del lavoro e i potenziali bias Inoltre, l'introduzione di nuove tecnologie basate sull'IA può incontrare resistenze da parte degli operatori sanitari, rallentando l'adozione.
Nonostante le sfide, l'IA ha dimostrato il suo valore nell'analisi di grandi quantità di dati sanitari. Collaborazioni come quella tra Google e la Mayo Clinic o progetti come quello dell'Università della California, a San Diego, che ha sviluppato un programma diagnostico basato sull'analisi di 1,3 milioni di cartelle cliniche pediatriche, evidenziano il potenziale dell'IA nel migliorare la pratica clinica e la ricerca medica.

## Storia
La storia dell'intelligenza artificiale (IA) in sanità affonda le sue radici negli anni '60 e '70, con lo sviluppo di Dendral, il primo sistema esperto per la risoluzione di problemi in chimica organica. Dendral gettò le basi per MYCIN, uno dei primi sistemi di IA applicati alla medicina, utilizzato per diagnosticare infezioni batteriche del sangue. Nonostante il potenziale dimostrato, MYCIN e altri sistemi simili non furono adottati su larga scala.
Gli anni '80 e '90 videro la diffusione dei microcomputer e l'aumento della connettività, aprendo nuove prospettive per l'IA in sanità. I ricercatori riconobbero la necessità di progettare sistemi in grado di gestire dati incompleti e di integrare l'esperienza medica. Tecniche come la teoria dell'insieme sfocato, la rete bayesiana, e le reti neurali artificiali, furono applicate per sviluppare sistemi di calcolo intelligenti in ambito sanitario.
Diversi fattori hanno contribuito alla crescita delle applicazioni dell'IA in sanità negli ultimi decenni:
- Aumento della potenza di calcolo con conseguente raccolta ed elaborazione dei dati più rapida ed efficiente[16]
- Crescita dei database di sequenziamento genomico, ha fornito una base di conoscenze più ampia per l'analisi genetica
- Diffusa implementazione di sistemi di cartelle cliniche elettroniche, ha facilitato l'accesso e l'analisi di grandi quantità di dati clinici[17]
- Progressinell'elaborazione del linguaggio naturale e nella visione artificiale, hanno consentito alle macchine di comprendere il linguaggio umano e interpretare immagini mediche[18][19]
- Maggiore precisione della chirurgia assistita da robot, hanno consentito alle macchine di comprendere il linguaggio umano e interpretare immagini mediche[20]
- Aumento dei modelli di apprendimento automatico basati su alberi che consentono flessibilità nello stabilire predittori di salute[21]
- Miglioramenti nelle tecniche di deep learning e nei registri di dati nelle malattie rare

Gli algoritmi di intelligenza artificiale possono essere utilizzati anche per analizzare grandi quantità di dati attraverso cartelle cliniche elettroniche per la prevenzione e la diagnosi delle malattie. Istituzioni mediche come la Mayo Clinic, il Memorial Sloan Kettering Cancer Center, e il British National Health Service, hanno sviluppato algoritmi di intelligenza artificiale per i loro dipartimenti. Anche grandi aziende tecnologiche come IBM e Google hanno sviluppato algoritmi di intelligenza artificiale per l’assistenza sanitaria. Inoltre, gli ospedali stanno cercando software di intelligenza artificiale per supportare iniziative operative che aumentino il risparmio sui costi, migliorino la soddisfazione dei pazienti e soddisfino le esigenze di personale e forza lavoro. Attualmente, il governo degli Stati Uniti sta investendo miliardi di dollari per portare avanti lo sviluppo dell’intelligenza artificiale nel settore sanitario. Le aziende stanno sviluppando tecnologie che aiutano i manager sanitari a migliorare le operazioni aziendali aumentando l'utilizzo, diminuendo il ricovero dei pazienti, riducendo la durata del ricovero e ottimizzando i livelli di personale.

## Industria
Gran parte dell'attenzione dell'industria si concentra suisistemi di supporto alle decisioni cliniche, dove l'apprendimento automatico, alimentato da una crescente mole di dati, consente risposte e soluzioni sempre più robuste. Numerose aziende stanno esplorando le possibilità offerte dall'integrazione dei big data nel settore sanitario, investendo in tecnologie per la valutazione, l'archiviazione, la gestione e l'analisi dei dati.
Tra le grandi aziende che hanno contribuito allo sviluppo di algoritmi di IA in ambito sanitario figurano:
- IBM: Watson Oncology, in fase di sviluppo presso il Memorial Sloan Kettering Cancer Center e la Cleveland Clinic, è un esempio di applicazione dell'IA nel trattamento del cancro. IBM collabora anche con CVS Health per il trattamento delle malattie croniche e con Johnson & Johnson per l'analisi di articoli scientifici finalizzata allo sviluppo di nuovi farmaci.
- Microsoft: il progetto Hanover, in collaborazione con l'Oregon Health & Science University, utilizza l'IA per analizzare la ricerca medica e prevedere le opzioni di trattamento del cancro più efficaci.
- Google: la piattaforma DeepMind viene utilizzata dal Servizio Sanitario Nazionale del Regno Unito per rilevare rischi per la salute attraverso i dati raccolti da un'app mobile e per analizzare immagini mediche al fine di sviluppare algoritmi di visione artificiale per la rilevazione di tessuti cancerosi.
- Tencent: ha sviluppato diversi sistemi e servizi medici basati sull'IA, tra cui AIMIS, un servizio di diagnostica per immagini, WeChat Intelligent Healthcare e Tencent Doctorwork.
- Intel: ha investito nella startup Lumiata, che utilizza l'IA per identificare i pazienti a rischio e sviluppare opzioni di assistenza.

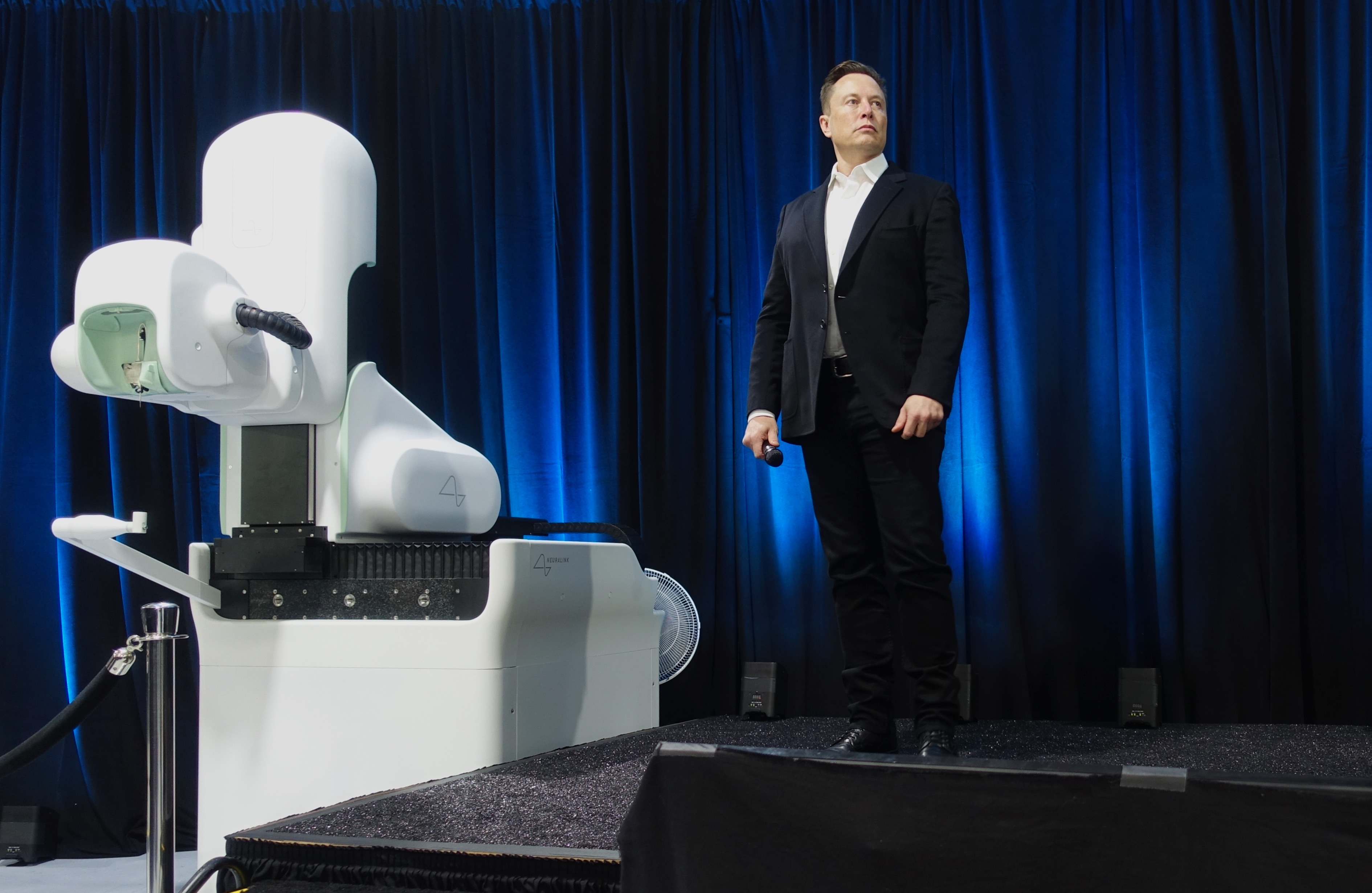
Elon Musk presenta in anteprima il robot chirurgico che impianta il chip cerebrale Neuralink

- Neuralink ha sviluppato una neuroprotesi innovativa in grado di interagire con migliaia di percorsi neurali nel cervello.[30] Questa tecnologia prevede l'impianto di un microchip, di dimensioni paragonabili a una moneta da 25 centesimi di dollaro, che viene inserito chirurgicamente al posto di una porzione di cranio. L'intervento viene eseguito da un robot chirurgico di precisione, progettato per ridurre al minimo il rischio di lesioni accidentali durante la procedura.[30]

Le app di consulenza medica digitale sfruttano l'intelligenza artificiale per offrire consulenze personalizzate basate sulla storia clinica del paziente e su informazioni mediche generali. Gli utenti descrivono i propri sintomi all'app, che utilizza il riconoscimento vocale per confrontarli con un database di patologie. L'app, come nel caso di Babylon, suggerisce quindi un'azione appropriata, tenendo conto dell'anamnesi medica dell'utente.
Gli imprenditori nel settore sanitario hanno adottato con successo sette modelli di business principali per introdurre soluzioni di intelligenza artificiale nel mercato. Questi modelli si differenziano in base al valore offerto all'utente finale (ad esempio, focalizzandosi sul paziente o sul fornitore di servizi sanitari) e ai meccanismi di creazione di valore (come la fornitura di informazioni o la connessione tra le parti interessate).

## Regolamentazione
Nonostante la ricerca sull'applicazione dell'intelligenza artificiale (IA) in ambito sanitario miri a dimostrarne l'efficacia nel migliorare la salute dei pazienti prima di un'adozione su larga scala, l'utilizzo dell'IA potrebbe comportare nuovi rischi per pazienti e operatori sanitari. Tra questi, bias algoritmici, implicazioni etiche legate alla non rianimazione e altre questioni relative alla moralità delle macchine. L'IA potrebbe anche compromettere la tutela dei diritti dei pazienti, come il consenso informato e la protezione dei dati medici. Queste sfide sollevano la necessità di regolamentare l'uso clinico dell'IA. Affinché gli studi sull'IA siano utili ai fini dell'approvazione normativa, è fondamentale che siano riportati in modo completo e trasparente. Per garantire la qualità e la trasparenza della ricerca sull'IA, sono state sviluppate linee guida internazionali basate sul consenso, come TRIPOD+AI, DECIDE-AI e CONSORT-AI, che forniscono raccomandazioni dettagliate sugli aspetti chiave da riportare negli studi clinici sull'IA, a seconda della fase di sviluppo.

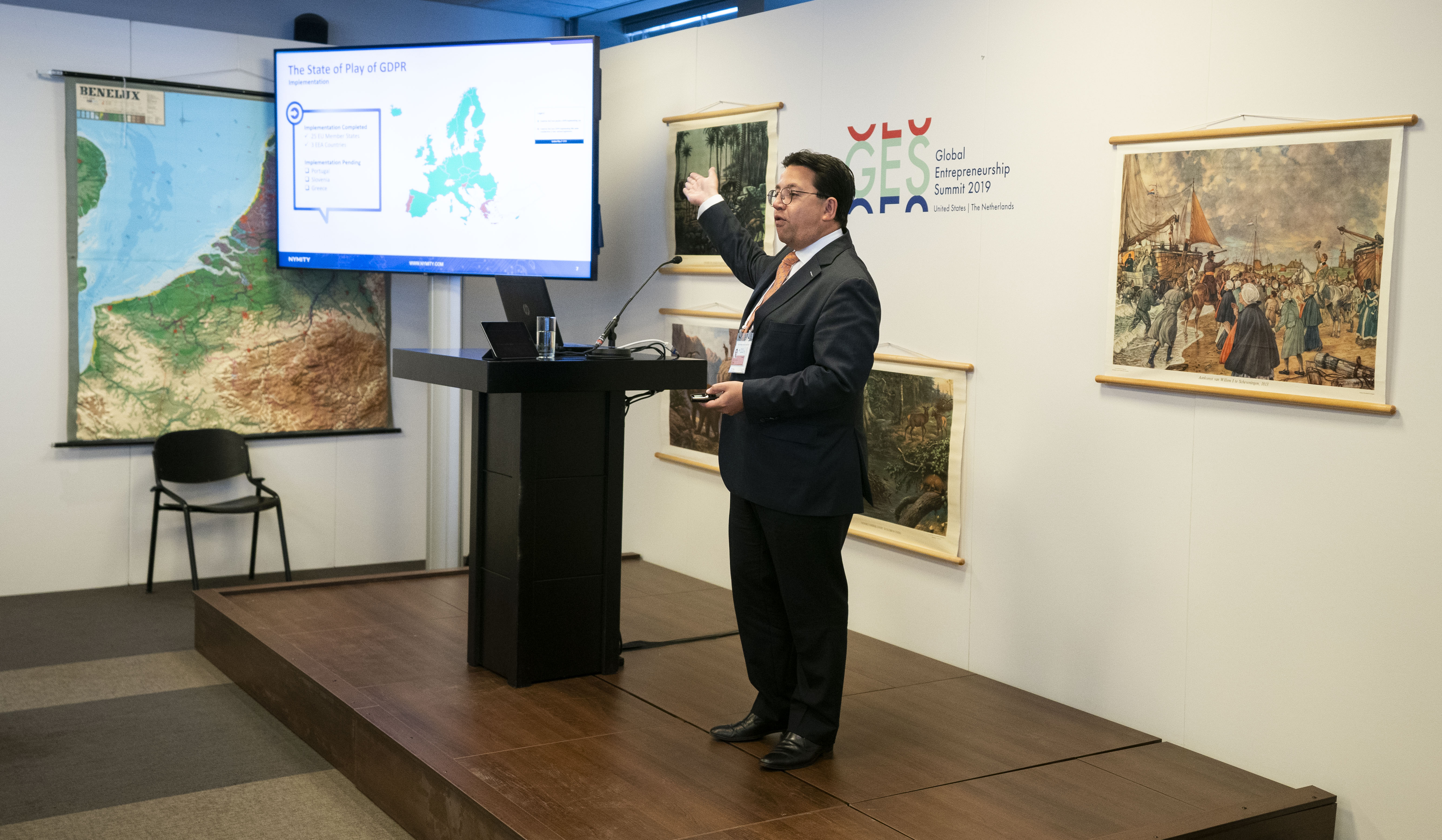
Un uomo che parla al seminario sulla conformità al GDPR all'Entrepreneurship Summit 2019

Esistono già normative che disciplinano la raccolta dei dati dei pazienti, come l'Health Insurance Portability and Accountability Act (HIPAA) negli Stati Uniti e il Regolamento generale sulla protezione dei dati (GDPR) nell'Unione Europea. Il GDPR stabilisce i requisiti di consenso per l'utilizzo dei dati sanitari dei pazienti all'interno dell'UE, mentre l'HIPAA protegge i dati sanitari provenienti dalle cartelle cliniche dei pazienti negli Stati Uniti.
Nel contesto dell'intelligenza artificiale (IA) in sanità, il governo degli Stati Uniti ha avviato iniziative per affrontare le sfide e le opportunità legate all'IA. Nel 2016, la Casa Bianca ha organizzato workshop e ha istituito il sottocomitato per l'apprendimento automatico e l'intelligenza artificiale del Consiglio nazionale della scienza e della tecnologia (NSTC). Questo sottocomitato ha pubblicato il Piano strategico nazionale per la ricerca e lo sviluppo dell'intelligenza artificiale, delineando le priorità per la ricerca e lo sviluppo dell'IA finanziati a livello federale. Il rapporto menziona anche lo sviluppo di un piano strategico specifico per le tecnologie dell'informazione sanitaria.
Esiste la preoccupazione che i modelli linguistici di grandi dimensioni, pur potendo fornire informazioni sanitarie accurate, possano anche diffondere disinformazione, con potenziali conseguenze negative per la salute pubblica. Questo problema sottolinea l'importanza di sviluppare politiche e linee guida chiare per l'utilizzo dell'intelligenza artificiale nel fornire informazioni sanitarie, al fine di proteggere gli utenti e garantire la qualità delle informazioni fornite.
La Food and Drug Administration (FDA) ha espresso preoccupazioni riguardo all'applicazione dell'intelligenza artificiale (IA) in ambito sanitario. Nel maggio 2017, Bakul Patel, direttore del Centro associato per la salute digitale della FDA, ha sottolineato la necessità di coinvolgere esperti con esperienza pratica nello sviluppo di prodotti basati sull'IA, in modo da anticipare l'evoluzione di questa tecnologia e garantire la sicurezza e l'efficacia dei dispositivi medici che la utilizzano.

## Preoccupazioni etiche
L'addestramento efficace degli algoritmi di apprendimento automatico e l'utilizzo dell'intelligenza artificiale (IA) nel settore sanitario richiedono l'acquisizione di enormi quantità di dati. Tuttavia, questa raccolta di dati solleva importanti preoccupazioni etiche legate alla privacy dei pazienti, che spesso non sono favorevoli alla condivisione delle proprie informazioni personali. Un sondaggio condotto nel Regno Unito ha evidenziato che il 63% della popolazione si sente a disagio nel condividere i propri dati personali per migliorare le tecnologie di IA. La mancanza di dati reali e accessibili sui pazienti rappresenta un ostacolo significativo allo sviluppo e all'implementazione dell'IA nel settore sanitario. 
L'assenza di una normativa specifica sull'intelligenza artificiale (IA) negli Stati Uniti ha sollevato preoccupazioni riguardo al potenziale uso improprio dei dati dei pazienti, in particolare per scopi commerciali. Un esempio emblematico è il caso di Roche, un'azienda farmaceutica svizzera, che ha acquistato dati sanitari di circa 2 milioni di pazienti oncologici per un valore stimato di 1,9 miliardi di dollari. Questa pratica solleva importanti questioni etiche: è giusto attribuire un valore monetario ai dati dei pazienti? Questo valore dovrebbe dipendere dal loro contributo alla scienza o da altri fattori? È eticamente accettabile vendere i dati dei pazienti senza il loro esplicito consenso?
Queste preoccupazioni sono condivise da una parte significativa della popolazione. Un sondaggio condotto dal Pew Research Center nel 2022 ha rivelato che il 37% degli americani è più preoccupato che entusiasta dell'aumento della presenza dell'IA nella vita quotidiana, e l'8% dei partecipanti ha espresso preoccupazioni specifiche riguardo all'abuso dell'IA. In conclusione, il potenziale dell'IA nel settore sanitario è attualmente limitato dalle preoccupazioni relative alla gestione dei dati dei pazienti, in particolare negli Stati Uniti, dove manca una normativa specifica in materia.
In Italia, il Professor Ugo Pagallo ha approfondito il tema del sottoutilizzo dell'intelligenza artificiale in sanità, individuando sia ragioni etiche che economiche per questa tendenza. Al contempo, Pagallo ha affrontato il tema secondo la prospettiva del costo derivante dalla scarsa adozione di strumenti di intelligenza artificiale in medicina, stimato nel 2% del PIL italiano.

### Automazione
Una revisione sistematica e un'analisi tematica condotta nel 2023 hanno evidenziato che la maggior parte delle parti interessate, inclusi operatori sanitari, pazienti e pubblico in generale, nutre dubbi sulla capacità dell'intelligenza artificiale di fornire cure empatiche. Questa diffusa preoccupazione sottolinea l'importanza di considerare l'aspetto umano e relazionale nell'applicazione dell'IA in ambito sanitario, al fine di garantire un'assistenza completa e soddisfacente per i pazienti.
Uno studio del 2019 ha stimato che l'intelligenza artificiale (IA) potrebbe sostituire fino al 35% dei posti di lavoro nel Regno Unito entro i prossimi 10-20 anni. Tuttavia, ad oggi, l'IA non ha ancora eliminato alcun posto di lavoro nel settore sanitario. Tuttavia, se l'IA dovesse automatizzare alcune mansioni in ambito sanitario, i lavori più a rischio sarebbero quelli che coinvolgono l'elaborazione di informazioni digitali, come la radiologia e la patologia, mentre i lavori che richiedono interazione diretta tra medico e paziente sarebbero meno suscettibili all'automazione.
L'automazione basata sull'intelligenza artificiale (IA) può portare benefici significativi anche in collaborazione con i medici. Si prevede che i professionisti sanitari che utilizzano l'IA saranno in grado di fornire un'assistenza di qualità superiore rispetto a coloro che non la adottano. È importante sottolineare che l'IA non sostituirà completamente gli operatori sanitari, ma li affiancherà, liberandoli da compiti ripetitivi e permettendo loro di dedicare più tempo alla cura diretta dei pazienti. L'IA può anche contribuire a ridurre il burnout e il sovraccarico cognitivo degli operatori sanitari, migliorando la qualità del lavoro e la soddisfazione professionale.
Recentemente, si è acceso un dibattito tra gli esperti sanitari riguardo all'utilizzo dell'intelligenza artificiale (IA) nell'assistenza agli anziani. In particolare, i robot dotati di IA si sono dimostrati utili nel fornire intrattenimento e compagnia ai residenti di strutture di assistenza, permettendo al personale di dedicare più tempo e attenzione individualizzata a ciascun anziano. Questi robot non si limitano a fornire compagnia, ma sono programmati con diverse abilità, come la conoscenza di lingue straniere e la capacità di adattare le cure alle specifiche condizioni del paziente. Essendo macchine basate sull'IA, i robot seguono lo stesso processo di apprendimento di altre macchine, utilizzando algoritmi per analizzare i dati, imparare da essi e prevedere i risultati in base alla situazione specifica.

### Pregiudizi
Poiché le decisioni dell'intelligenza artificiale (IA) dipendono esclusivamente dai dati di input, è fondamentale che questi dati riflettano accuratamente la diversità demografica dei pazienti. Tuttavia, in ambito ospedaliero, i pazienti spesso non sono consapevoli di come vengono creati e calibrati gli algoritmi predittivi. Questo può portare a situazioni in cui le istituzioni mediche, inconsapevolmente o meno, codificano algoritmi che discriminano le minoranze, privilegiando i profitti rispetto alla qualità dell'assistenza sanitaria. Un'analisi recente ha identificato 18 sfide specifiche legate all'equità nell'IA in sanità, proponendo 15 strategie per affrontarle durante lo sviluppo di applicazioni basate sull'IA, utilizzando la mappatura molti-a-molti per collegare le sfide alle strategie più appropriate. Questo approccio mira a garantire che l'IA sia utilizzata in modo equo e imparziale, evitando discriminazioni e promuovendo l'accesso equo alle cure per tutti i pazienti.